# 1593 a tudományban
Az 1593. év a tudományban és a technikában.

## Halálozások
- Li Shizhen, a Ming-dinasztia idején élt kínai orvos, gyógyszerész, természettudós (* 1518)